# Белль Старр
Майра Мэйбл Ширли Рид Старр (англ. Myra Maybelle Shirley Reed Starr; 5 февраля 1848 — 3 февраля 1889), более известная под именем Белль Старр (англ. Belle Starr) — американская преступница, часто называемая «Королевой бандитов».
Имя Белль Старр произошло от сочетания уменьшительного имени (от Maybelle) и фамилии второго мужа.

## Биография

### Детство
Белль Старр родилась 5 февраля 1848 года в округе Джаспер, штат Миссури, недалеко от города Карфаген. Отец, Джон Ширли (англ. John Shirley), выходец из зажиточной семьи из Вирджинии, переехал в Миссури в 1839 году, где стал фермером и скотопромышленником. Мать Белль, Элиза (Пеннингтон) Ширли (англ. Eliza (Pennington) Shirley), — его третья жена. Помимо Белль в семье было ещё четверо детей, старшим являлся Джон Александер (англ. John Alexander Shirley) — известный как Бад (англ. Bud).
В 1856 году Джон Ширли продал землю и переехал вместе с семьёй в Карфаген, где на приобретённом участке построил таверну, конюшню и кузницу. Живя в городе, Белль получила неплохое образование в Женской Академии Карфагена (Carthage Female Academy), где, помимо стандартной программы, изучала музыку и иностранные языки.
В событиях, которые привели к гражданской войне, а также в самом конфликте, Джон Ширли сочувствовал конфедератам и одобрил желание старшего сына, Бада, вступить в отряд партизан «Quantrill’s Raiders», известный своим жестоким обращением с гражданским населением и мародёрством. В этом же отряде некоторое время состоял знаменитый преступник Джесси Джеймс.
В 1864 году Бад был убит в стычке с солдатами Союза, и семья Ширли подверглась гонениям из-за связи с партизанами. Джон Ширли был вынужден за бесценок продать свой бизнес в Карфагене и уехал с семьёй в Сайен, штат Техас

### Знакомство с преступным миром
В Сайе Джон Ширли получил восемьсот акров земли с помощью субсидии, где построил ферму. В это же время в Техасе действовала банда Джесси Джеймса, с которым семья Ширли была знакома через Бад, и преступники периодически находили укрытие на ферме.
Одним из членов банды был Джеймс С. «Джим» Рид (англ. James C. "Jim" Reed), за которого Белль вышла замуж 1 ноября 1866 года. Новобрачные поселились на ферме и в сентябре 1868 года родилась дочь Рози Ли (англ. Rosie Lee).
После нескольких лет спокойной жизни Рид вернулся к преступной деятельности — вместе с Томом Старром (англ. Tom Starr) занимались кражей скота в Оклахоме и перепродажей спиртного. А также Рид восстановил старые связи с друзьями из банды Джесси Джеймса.
В 1869 году Рид застрелил человека, якобы из мести за своего брата, и, вместе с Белль и дочерью, бежал в Калифорнию. Там у них, в 1871 году, родился второй ребёнок — Джеймс Эдвин «Эд» (англ. James Edwin "Ed"). В тот же год Рид с семьёй вернулись обратно в Техас на ферму к родителям Белль.
В 1874 году Джеймс Рид был убит в Техасе. Но в последние годы Белль с детьми жила отдельно от него и не получала никакой выгоды от преступной деятельности мужа.

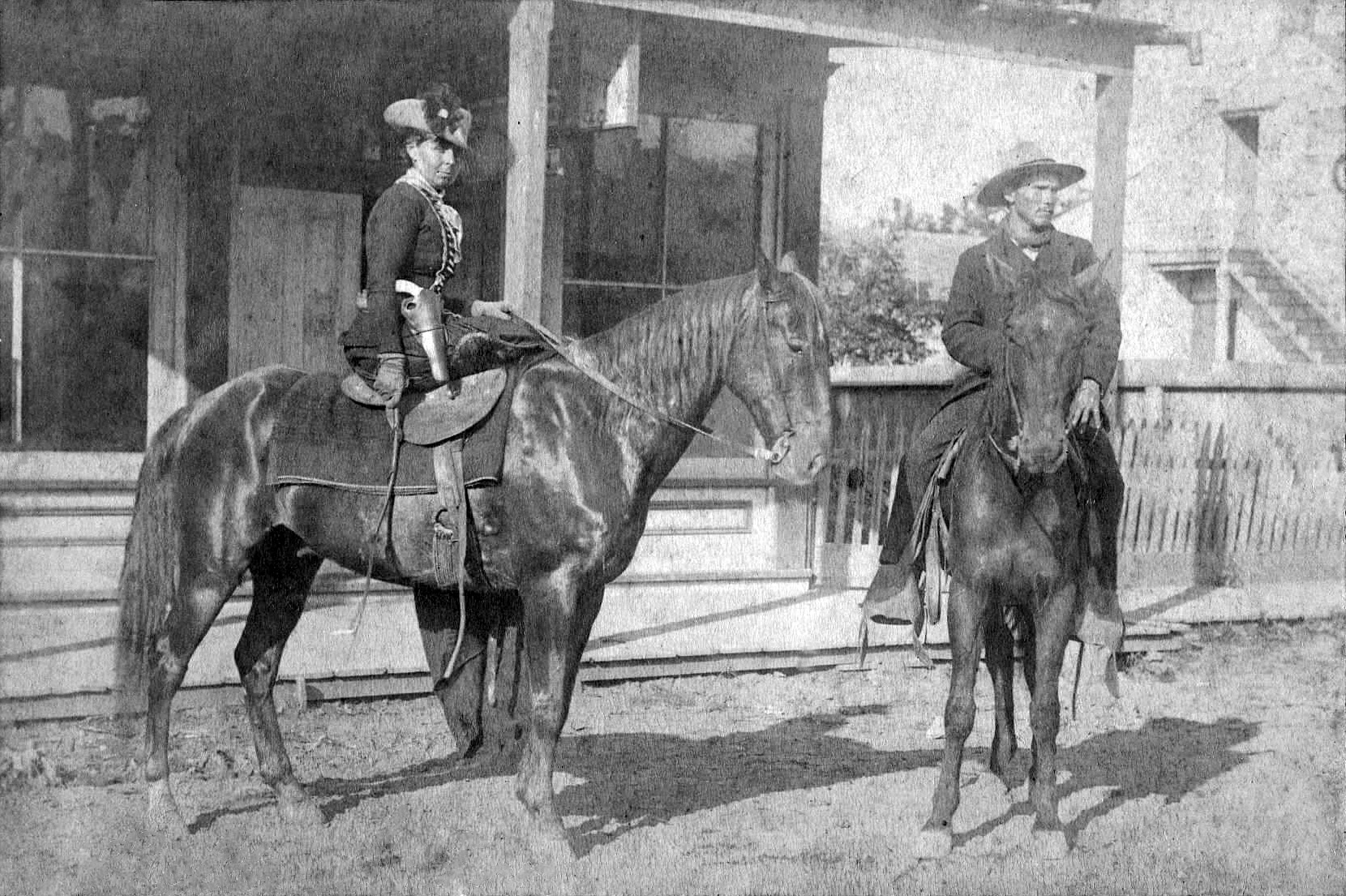
Белль Старр в Форт-Смит, 1886 год

### Преступная деятельность
5 июня 1880 года Белль вышла замуж за Сэма Старра (англ. Sam Starr), сына Тома Старра — партнёра своего бывшего мужа. Поселились они на территории индейцев Чероки.
В 1882 году Белль и Сэму Старр было предъявлено обвинение в краже двух лошадей. Суд присяжных проходил в городе Форт-Смит, штат Арканзас, где они оба были приговорены к году тюремного заключения. Отбывать наказание обоих отправили в «Исправительный Дом» (House of Correction) в Детройт, штат Мичиган.
В 1886 году Белль Старр дважды оказывалась на скамье подсудимых. В первом случае по подозрению в грабеже — её якобы видели участвующей в череде нападений на фермы, а во втором — по подозрению в конокрадстве. Но в обоих случаях был вынесен оправдательный приговор из-за отсутствия явных улик.
В этом же году, 17 декабря, Сэм Старр был убит в перестрелке с маршалом США.
Чтобы сохранить права на землю на индейской территории Белль в 1887 году вышла замуж за брата Сэма — 24-летнего Билли Старра (англ. Billy Starr).

### Суд
В суде Фарт-Сита Старр заявила о своей невиновности.

### Смерть Белль Старр
Утром 3 февраля 1889 года Белль возвращалась из поездки в Оклахому. Когда ей оставалось уже совсем немного ехать до своего дома, в неё два раза выстрелили из ружья и от полученных ранений Белль скончалась.
Назывались несколько подозреваемых в убийстве:
• дочь Роза Ли из-за того, что мать расстроила её свадьбу;
• её сын, Джеймс Эдвин, грозил убить Белль за то, что она избила его кнутом в ссоре из-за жестокого обращения с лошадьми;
• муж Билли Старр;
• Эдгар А. Уотсон (англ. Edgar A. Watson), у которого с Белль был конфликт из-за земли.
Мнения, в основном, склонялись к тому, что именно у последнего были наиболее весомые причины убить Белль. Эдгар Уотсон разыскивался за убийство властями штата Флорида. И было известно, что Белль шантажировала его, угрожая сообщить властям Флориды о его местонахождении. Уотсон был взят под стражу, но, в ходе разбирательств, отпущен так как не хватало доказательств его причастности к смерти Белль. В итоге преступление так и осталось нераскрытым.
Старр похоронили в Излучине Янгеров.

## Мифологизация Белль Старр

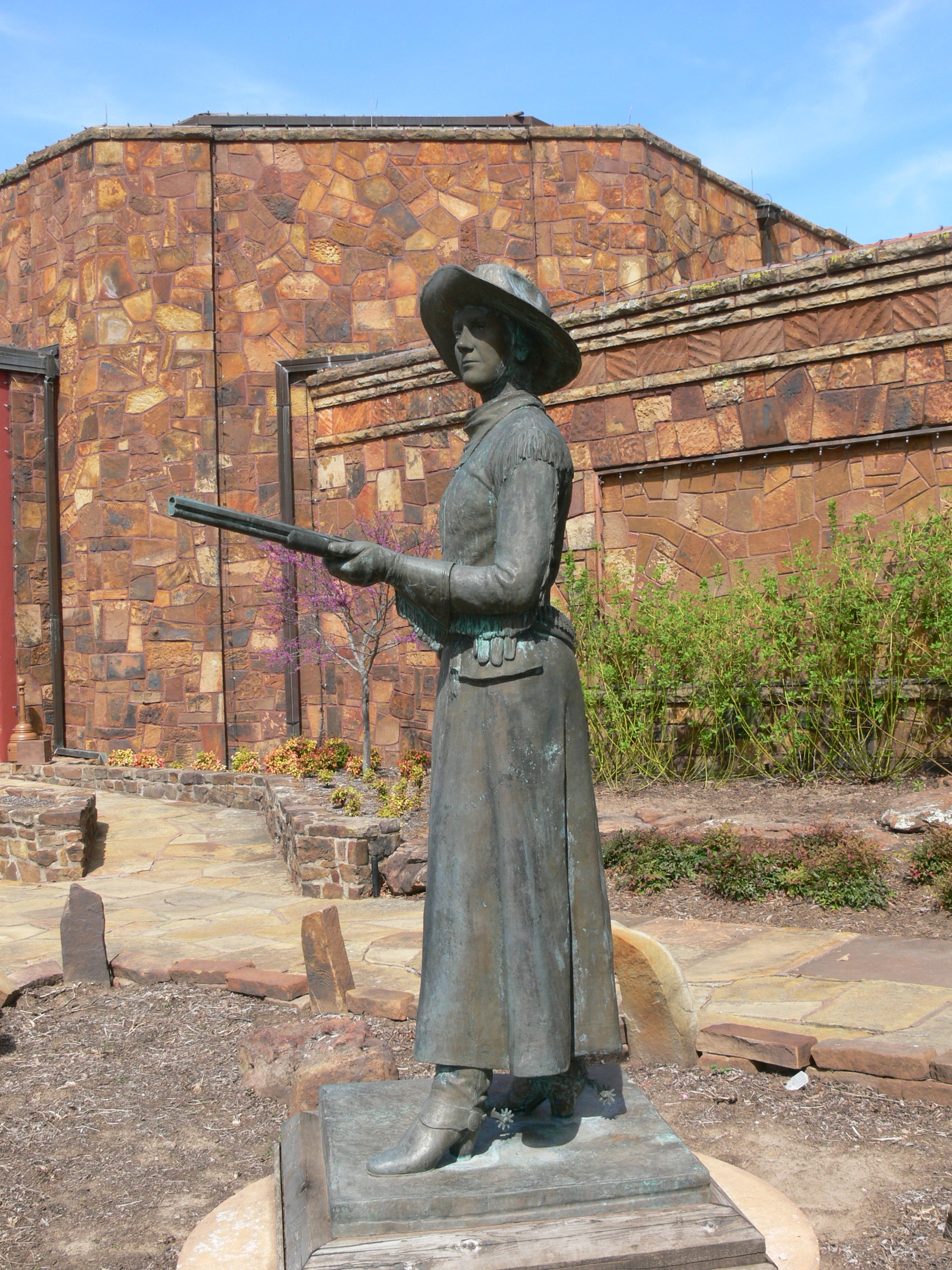
Статуя Белль Старр в музее Woolaroc

В 1889, после смерти Белль Старр, издатель «Национального Вестника Полиции» (National Police Gazette) Ричард К. Фокс (англ. Richard K. Fox) выпустил книгу «Bella Starr, the Bandit Queen, or The Female Jesse James», которую нередко принимают за подлинное жизнеописание «Королевы бандитов», причём в этом же романе Белль впервые и назвали так.
После выхода книги образ Белль Старр приобрёл популярность как «прекрасной южанки, которая пошла на преступление, чтобы отомстить за смерть своего брата — бравого офицера армии Конфедератов». Ей приписывалось немало авантюрных историй, какие-то из них, возможно, могли быть в реальности, но ни одна не имеет документального подтверждения.

## Использование образа Белль Старр

### В комиксах
Бельгийский художник Моррис де Бевер, в юмористической серии комиксов про похождения «Lucky Luke» на Диком Западе одну из историй полностью посвятил Белль Старр.
- Morris, Xavier Fauche. «Lucky Luke, Tome 34: Belle Starr». Переиздание 2005 года. Издатель: Ehapa Comic Collection. ISBN 978-2884710466

В 2005 году художник Стив Буццелато (англ. Steve Buccellato) по сценарию Марка Рикеттса (англ. Mark Ricketts) выпустили комикс по мотивам приключений Белль Старр, причём вторая часть является расследованием обстоятельств её смерти.
- Steve Buccellato, Mark Ricketts. «Belle Starr: Queen of Bandits, #1». Издатель: Moonstone.
- Steve Buccellato, Mark Ricketts. «Belle Starr: Queen of Bandits, #2». Издатель: Moonstone.

Также персонаж Белль Старр был одним из действующих лиц второго выпуска комикса про похождения вымышленного «охотника за головами» Уильяма МакДермотта, вышедшего в 1996 году.
- Randall Thayer, Brent Traux. «Bounty #2». Издатель: Caliber Comics

Отдельно стоит отметить работу диснеевского художника-иллюстратора Карла Баркса. В серии акварелей под общим названием «Animal Quackers», в которой были показаны «известные деятели истории если бы они были утками», одна из работ содержит сцену с Белль Старр. Этот сборник был выпущен ограниченным тиражом в 1996 году.
- Carl Barks, Barbara Boatner. «Animal Quackers». Издатель: Gemstone

### В манге
Японский мангака Акихиро Ито c 1993 по 1998 года изобразил приключения Белль Старр в 3 выпусках комической манги.
- Akihiro Itou. «Belle Starr» (Japanese rerelease volume 1). Издатель: Hakusensha. ISBN 978-4592143260
- Akihiro Itou. «Belle Starr» (Japanese rerelease volume 2). Издатель: Hakusensha. ISBN 978-4592143277
- Akihiro Itou. «Belle Starr» (Japanese rerelease volume 3). Издатель: Hakusensha. ISBN 978-4592143284

Также Белль Старр - один из персонажей приключенческой манги Нобухиро Вацуки «Gun Blaze West», где она изображена как участник банды Джесси Джеймса. Издана манга в 2001 году.
- Nobuhiro Watsuki. «Gun Blaze West, (GN 1)». Издатель: Shueisha. ISBN 4-08-873128-X
- Nobuhiro Watsuki. «Gun Blaze West, (GN 2)». Издатель: Shueisha. ISBN 4-08-873163-8
- Nobuhiro Watsuki. «Gun Blaze West, (GN 3)». Издатель: Shueisha. ISBN 4-08-873189-1

### В кинематографе
Персонаж Белль Старр имеет довольно неплохую популярность у зрителей. Основная масса фильмов — вестерны.
Все фильмы, где используется образ Белль Старр можно разделить на три части: где она 1 — Основной персонаж; 2 — Второстепенный и 3 — Эпизодический или в сюжете используется её имя.

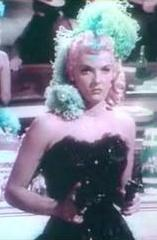
Джейн Расселл в роли Белль Старр в фильме «Montana Belle» 1952 года

| Год                                             | На языке оригинала                  | На русском                  | Актриса                                 |
| 1 — Основной персонаж                           |                                     |                             |                                         |
| 1928                                            | Court-Martial                       | -                           | Бетти Компсон                           |
| 1941                                            | Belle Starr                         | Белль Старр                 | Джин Тирни                              |
| 1952                                            | Montana Belle                       | -                           | Джейн Расселл                           |
| 1960                                            | Young Jesse James                   | Молодой Джесси Джеймс       | Мерри Андерс                            |
| 1968                                            | Il mio corpo per un poker           | Моя душа принадлежит покеру | Эльса Мартинелли                        |
| 1980                                            | Belle Starr                         | -                           | Элизабет Монтгомери                     |
| 2 — Второстепенный персонаж                     |                                     |                             |                                         |
| 1938                                            | Heart of Arizona                    | -                           | Натали Мурхэд (англ. Natalie Moorhead ) |
| 1941                                            | Robin Hood of the Pecos             | -                           | Сэлли Пэйн (англ. Sally Payne)          |
| 1948                                            | Belle Starr’s Daughter              | Дочь Белль Старр            | Изабел Джуэлл                           |
| 1954                                            | Stories of the Century (сериал)     | -                           | Мэри Виндзор                            |
| 1957                                            | Tales of Wells Fargo (сериал)       | Истории Уэллс-Фарго         | Джинн Купер                             |
| 1957                                            | Zachariah                           | Захария                     | Патриция Куинн (англ. Patricia Quinn)   |
| 1958                                            | Schlitz Playhouse of Stars (сериал) | Театр звёзд Шлица           | Эбби Далтон (англ. Abby Dalton)         |
| 1959                                            | Maverick (сериал)                   | Маверик                     | Джин Уиллз (англ. Jean Willes)          |
| 1961                                            | Death Valley Days (сериал)          | Дни в Долине Смерти         | Кэрол Мэтьюс (англ. Carole Mathews)     |
| 2009                                            | Lucky Luke                          | Счастливчик Люк             | Александра Лэми (англ. Alexandra Lamy)  |
| 3 — Эпизодический или в сюжете используется имя |                                     |                             |                                         |
| 1953                                            | Son of Belle Starr                  | -                           | отсутствует                             |
| 1959                                            | The Rough Riders (сериал)           | -                           | Джин Уиллз (англ. Jean Willes)          |
| 1960                                            | Bronco (сериал)                     | -                           | Джинн Купер                             |
| 1965                                            | The Outlaws Is Coming               | -                           | Сэлли Старр (англ. Sally Starr)         |
| 1975                                            | The Ghost Busters (сериал)          | Охотники за привидениями    | Брук Таккер (англ. Brooke Tucker)       |
| 1980                                            | The Long Riders                     | Скачущие издалека           | Памела Рид                              |
| 1995                                            | Dr. Quinn, Medicine Woman (сериал)  | Доктор Куин: Женщина-врач   | Мелисса Клэйтон (англ. Melissa Clayton) |
| 2001                                            | The Man Who Knew Belle Starr        | -                           | отсутствует                             |

## Игры

### Brawl Stars
В 2021 году в мобильной игре Brawl Stars вышел персонаж Белль, являющийся отсылкой на Белль Старр. Она использует электровинтовку в качестве оружия и имеет протез правой руки из золота. Также подозреваемые в её убийстве (Эдгар Уотсон и Роза Ли) существуют в игре в качестве персонажей с такими же именами без какой-нибудь связи с отсылками.
В 2020 году так же фигурировало название Starr в представлениях обновлений игры. 
В 2022 году вышел второй персонаж из команды игрового персонажа Белль по имени Сэм, что отсылает на её первого мужа.
В 2023 году вышел третий персонаж из команды игрового персонажа Белль, Перл, что отсылает на дочь Белль Старр — Перл Старр.

### Red Dead Redemption 2
В игре Red Dead Redemption 2 есть второстепенный персонаж по имени Мэйбель Элизабет Колтер, чаще всего ее называют Черная Белль. За основу Черной Белль была взята Белль Старр.